# Måskejaure (Arjeplogs socken, Lappland)
Måskejaure är en sjö i Arjeplogs kommun i Lappland och ingår i Saltelvas huvudavrinningsområde. Sjön har en area på 0,352 kvadratkilometer och ligger 1 191 meter över havet. Sjön avvattnas av vattendraget Skaerremjåkkå.

## Delavrinningsområde
Måskejaure ingår i det delavrinningsområde (741064-150387) som SMHI kallar för Ovan 740726-150509. Medelhöjden är 1 122 meter över havet och ytan är 19,63 kvadratkilometer. Det finns inga avrinningsområden uppströms utan avrinningsområdet är högsta punkten. Skaerremjåkkå som avvattnar avrinningsområdet har biflödesordning 2, vilket innebär att vattnet flödar genom totalt 2 vattendrag innan det når havet efter 10 kilometer. Avrinningsområdet består mestadels av öppen mark (44 procent) och kalfjäll (54 procent). Avrinningsområdet har 0,35 kvadratkilometer vattenytor vilket ger det en sjöprocent på 1,8 procent.